# Kiang Central
Kiang Central ist einer von 35 Distrikten – der zweithöchsten Ebene der Verwaltungsgliederung – im westafrikanischen Staat Gambia. Es ist einer von sechs Distrikten in der Lower River Region.
Nach einer Berechnung von 2013 leben dort etwa 8018 Einwohner, das Ergebnis der letzten veröffentlichten Volkszählung von 2003 betrug 7886.
Der Name ist von Kiang abgeleitet, einem ehemaligen kleinen Reich.

## Ortschaften
Die zehn größten Orte sind:
- Nema, 1173
- Kwinella, 787
- Sibito, 689
- Jiroff, 622
- Madina, 597
- Wurokang, 540
- Tendaba, 426
- Bambaka, 386
- Nema Kuta, 268
- Bumarr, 242

## Bevölkerung
Nach einer Erhebung von 1993 (damalige Volkszählung) stellt die größte Bevölkerungsgruppe die der Mandinka mit einem Anteil von rund sieben Zehnteln, gefolgt von den Fula und den Wolof. Die Verteilung im Detail: 65 % Mandinka, 32,5 % Fula, 0,6 % Wolof, 0,6 % Jola, 0 % Serahule, 0,6 % Serer, 0,1 % Aku, 0 % Manjago, 0,2 % Bambara und 0,4 % andere Ethnien.